# Euurobracon apicalis
Euurobracon apicalis är en stekelart som beskrevs av Per Abraham Roman 1913. Euurobracon apicalis ingår i släktet Euurobracon och familjen bracksteklar. Inga underarter finns listade i Catalogue of Life.